# Michael Emerson
Michael Emerson (ur. 7 września 1954 w Cedar Rapids) – amerykański aktor.

## Życiorys
Urodził się w Cedar Rapids w stanie Iowa jako syn Carol (z domu Hansen) i Ronalda H. Emersonów. Jego ojciec był pochodzenia niemieckiego, angielskiego i irlandzkiego, a matka miała korzenie duńskie, czeskie i szwedzkie. Dorastał w Toledo. W 1976 ukończył studia na wydziale teatralnym Drake University w Des Moines. Następnie przeniósł się do Nowego Jorku. Nie znalazł tam pracy jako aktor, imał się więc różnych zajęć; pracował jako nauczyciel, w handlu detalicznym i stolarstwie, a także jako grafik w „The Boston Globe” i „The New York Times”. 
W 1986 wraz ze swoją pierwszą żoną przeniósł się na Florydę, gdzie pracował w lokalnych teatrach. W 1995 wziął udział w programie studiów szkoleniowych dla aktorów sponsorowany przez University of Alabama. Tam poznał swoją przyszłą żonę aktorkę Carrie Preston, którą poślubił 5 września 1998. Tuż po ukończeniu studiów zaczął zdobywać coraz lepsze role w produkcjach off-Broadwayowich. Przełomem w jego karierze okazała się rola Oscara Wilde’a w spektaklu Gross Indecency: The Trials of Oscar Wilde (1997), za którą w 1998 był nominowany do nagrody Outer Critics Circle. W 1999 zadebiutował na Broadwayu jako Willie Oban w sztuce Eugene’a O’Neilla Przyjdzie na pewno.
Od 26 listopada 2000 do 4 lutego 2001 grał postać Williama Hinksa w serialu ABC Kancelaria adwokacka (The Practice), za którą w 2001 otrzymał nagrodę Emmy dla najlepszego aktora epizodycznego w serialu dramatycznym. Występował też w filmach kinowych, w tym w dramacie Projekt Laramie (The Laramie Project, 2002) i horrorze Piła (2004). Od 15 lutego 2006 do 23 maja 2010 wcielał się w postać Benjamina Linusa w serialu Zagubieni (Lost), która przyniosła mu w 2009 drugą nagrodę Emmy dla najlepszego aktora drugoplanowego.

## Nagrody
| Rok  | Nagroda        | Kategoria                                           | Tytuł                       |
| ---- | -------------- | --------------------------------------------------- | --------------------------- |
| 2001 | Nagroda Emmy   | Najlepszy aktor epizodyczny w serialu dramatycznym  | Kancelaria adwokacka (2000) |
| 2008 | Nagroda Saturn | Najlepszy drugoplanowy aktor telewizyjny            | Zagubieni (2008)            |
| 2009 | Nagroda Emmy   | Najlepszy aktor drugoplanowy w serialu dramatycznym | Zagubieni (2008)            |